# Mongoolse kampioenschappen schaatsen allround
De Mongoolse allroundkampioenschappen schaatsen worden onregelmatig georganiseerd als het ijs en het weer dat toelaat.

## Mannen
| Jaar | Plaats               | Goud                  | Zilver                | Brons                    |
| ---- | -------------------- | --------------------- | --------------------- | ------------------------ |
| 1964 | Ulaanbaatar          | Luvsansharavyn Tsend  |                       |                          |
| 2000 | Sharga Moritoyn Dyan | Njamdondovyn Ganbold  | Bold Sansarbileg      | Altangodas Sodnomdarzjaa |
| 2006 | Ulaanbaatar          | Luvsandorj Baasan     | Galbaatar Uuganbaatar | Ganbat Jargalanchuluun   |
| 2007 | Sharga Moritoyn Dyan | Galbaatar Uuganbaatar | Luvsandorj Baasan     | Rentsendorj Baasandorj   |
| 2008 | Erdenet              | Galbaatar Uuganbaatar | Luvsandorj Baasan     | Ganbat Munkh-Amidrai     |
| 2009 | Ulaanbaatar          | Galbaatar Uuganbaatar | Ganbat Munkh-Amidrai  | Batsuuri Bazarsad        |
| 2010 | Ulaanbaatar          | Galbaatar Uuganbaatar | Ganbat Munkh-Amidrai  | Gantumur Munkhdorj       |
| 2011 | Erdenet              | Galbaatar Uuganbaatar | Galbaatar Bilguutei   | Batsuuri Bazarsad        |

### Medaillespiegel
| Naam                     | Goud | Zilver | Brons |
| ------------------------ | ---- | ------ | ----- |
| Galbaatar Uuganbaatar    | 5    | 1      | 0     |
| Luvsandorj Baasan        | 1    | 2      | 0     |
| Luvsansharavyn Tsend     | 1    | 0      | 0     |
| Njamdondovyn Ganbold     | 1    | 0      | 0     |
| Ganbat Munkh-Amidrai     | 0    | 2      | 1     |
| Luvsandorj Baasan        | 0    | 2      | 0     |
| Bold Sansarbileg         | 0    | 1      | 0     |
| Galbaatar Bilguutei      | 0    | 1      | 0     |
| Batsuuri Bazarsad        | 0    | 0      | 2     |
| Gantumur Munkhdorj       | 0    | 0      | 1     |
| Rentsendorj Baasandorj   | 0    | 0      | 1     |
| Ganbat Jargalanchuluun   | 0    | 0      | 1     |
| Altangodas Sodnomdarzjaa | 0    | 0      | 1     |

## Vrouwen
| Jaar | Plaats               | Goud                    | Zilver                  | Brons                   |
| ---- | -------------------- | ----------------------- | ----------------------- | ----------------------- |
| 1964 | Ulaanbaatar          | Tsedenjavyn Lhamjav     | B Bagindayar            | Ts Saintsetseg          |
| 2000 | Sharga Moritoyn Dyan | Tsogtsaikhan Munkchimeg | Balgans Delgermutnkth   | M Narmandakh            |
| 2006 | Ulaanbaatar          | Narangerei Odtsetseg    | Duuren Natsagnyam       | Bat-Erdene Urgaatsetseg |
| 2007 | Sharga Moritoyn Dyan | Narangerei Odtsetseg    | Bat-Erdene Urgaatsetseg | Bekhdorj Azjargal       |
| 2008 | Erdenet              | Ganbat Urantsetseg      | Narangerei Odtsetseg    | Tsogtsaikhan Munkchimeg |
| 2009 | Ulaanbaatar          | Bat-Erdene Urgaatsetseg | Ganbat Urantsetseg      | Erdenbileg Bayarmaa     |
| 2010 | Ulaanbaatar          | Bat-Erdene Urgaatsetseg | Bekhdorj Azjargal       | Dalanbayar Deigermaa    |
| 2011 | Erdenet              | Dalanbayar Delgermaa    | Bekhdorj Azjargal       | Narangerei Odtsetseg    |

### Medaillespiegel
| Naam                    | Goud | Zilver | Brons |
| ----------------------- | ---- | ------ | ----- |
| Narangerei Odtsetseg    | 2    | 1      | 1     |
| Bat-Erdene Urgaatsetseg | 2    | 1      | 1     |
| Ganbat Urantsetseg      | 1    | 1      | 0     |
| Tsogtsaikhan Munkchimeg | 1    | 0      | 1     |
| Dalanbayar Delgermaa    | 1    | 0      | 1     |
| Tsedenjavyn Lhamjav     | 1    | 0      | 0     |
| Bekhdorj Azjargal       | 0    | 2      | 1     |
| Duuren Natsagnyam       | 0    | 1      | 0     |
| Balgans Delgermutnkth   | 0    | 1      | 0     |
| B Bagindayar            | 0    | 1      | 0     |
| Erdenbileg Bayarmaa     | 0    | 0      | 1     |
| M Narmandakh            | 0    | 0      | 1     |
| Ts Saintsetseg          | 0    | 0      | 1     |

 Argentinië · 
 België · 
 Bohemen · 
 Canada · 
 China · 
 DDR · 
 Duitsland (mannen) - (vrouwen) · 
 Estland · 
 Finland · 
 Frankrijk · 
 Hongarije · 
 IJsland · 
 Italië · 
 Japan · 
 Kazachstan · 
 Mongolië · 
 Nederland (mannen) - (vrouwen) · 
 Nieuw-Zeeland ·
 Noorwegen (mannen) - (vrouwen) · 
 Oekraïne · 
 Oostenrijk · 
 Polen · 
 Roemenië · 
 Rusland · 
 Tsjechië · 
 Verenigde Staten · 
 Wit-Rusland · 
 Zuid-Korea · 
 Zweden · 
 Zwitserland